# Wahlkreis Lappland
Der Wahlkreis Lappland (Wahlkreis 13, 1962 bis 2011 Wahlkreis 15) ist einer von 13 finnischen Wahlkreisen für die Wahlen zum finnischen Parlament. Er umfasst die finnische Landschaft Lappland. Bei den Parlamentswahlen stehen jedem Wahlkreis entsprechend seiner Einwohnerzahl eine bestimmte Anzahl von Mandaten im Parlament zu, dem Wahlkreis Lappland derzeit 6 Sitze. (Akt.2023)

## Geschichte des Wahlkreises
Bei der ersten Parlamentswahl 1907 wurde die damalige Provinz Oulu in drei Wahlkreise geteilt, Südoulu, Nordoulu und Lappland. Lappland war flächenmäßig der größte Wahlkreis Finnlands, aber der einzige, in dem nur ein Abgeordneter zu wählen war. 1920 kam das Gebiet Petsamo hinzu. 1938 wurde die Provinz Oulu geteilt, das bisherige Lappland wurde um Peräpohjola vergrößert, das bisher Teil des Wahlkreises Nordoulu gewesen war. Der Wahlkreis Lappland wurde an die neuen Provinzgrenzen angepasst. Da die neue Provinz deutlich mehr Einwohner hatte, stellt Lappland seitdem mehrere Abgeordnete.

## Gewählte Parteien im Wahlkreis
Siehe auch: Liste politischer Parteien in Finnland
Bis 1917 war das Großfürstentum Finnland ein Teil von Russland. Während dieser Zeit waren die Finnische Partei (SP) und die Jungfinnische Partei (NSP) erfolgreich. 1917 war die Sozialdemokratische Partei Finnlands (SDP) erstmals in Lappland erfolgreich. In der Zeit nach dem Ersten Weltkrieg waren die Nationale Fortschrittspartei (ED), die Nationale Sammlungspartei (KOK) und der Landbund (ML) besonders erfolgreich. Der Landbund benannte sich 1965 um in Zentrumspartei (KESK). 1945 errang erstmals die Demokratische Union des Finnischen Volkes (SKDL) Mandate im Wahlkreis, die 1990 im Linksbündnis (VAS) aufging. Die Volkspartei Finnlands (KP), ab 1965 Liberale Partei (LKP), stellte aus Lappland mit Tuure Salo bisher nur einen Abgeordneten. Das Gleiche gilt für die nur kurz existierende kommunistische Demokratische Alternative (DV), einziger Abgeordneter aus Lappland war Esko-Juhani Tennilä, der auch einmal als unabhängiger Bewerber erfolgreich war, ansonsten für SKDL/VAS antrat. Salo ist in den Wahltabellen unter „andere“ gelistet, ebenso Tennilä als Kandidat der DV und als Unabhängiger. Die Bauernpartei (SMP), seit 1975 Partei der Einheit des Finnischen Volkes (SKYP), konnte in den 1970ern einen Abgeordneten entsenden, die Perussuomalaiset (PS, Wahre Finnen oder Basisfinnen, seit 2012 Die Finnen) erhielt 2011 und 2015 jeweils einen Sitz. 2017 wechselte die einzige PS-Abgeordnete aus Lappland zur Abspaltung Blaue Zukunft (ST), der sich auch ihr Nachrücker anschloss.

## Aktuelle Abgeordnete

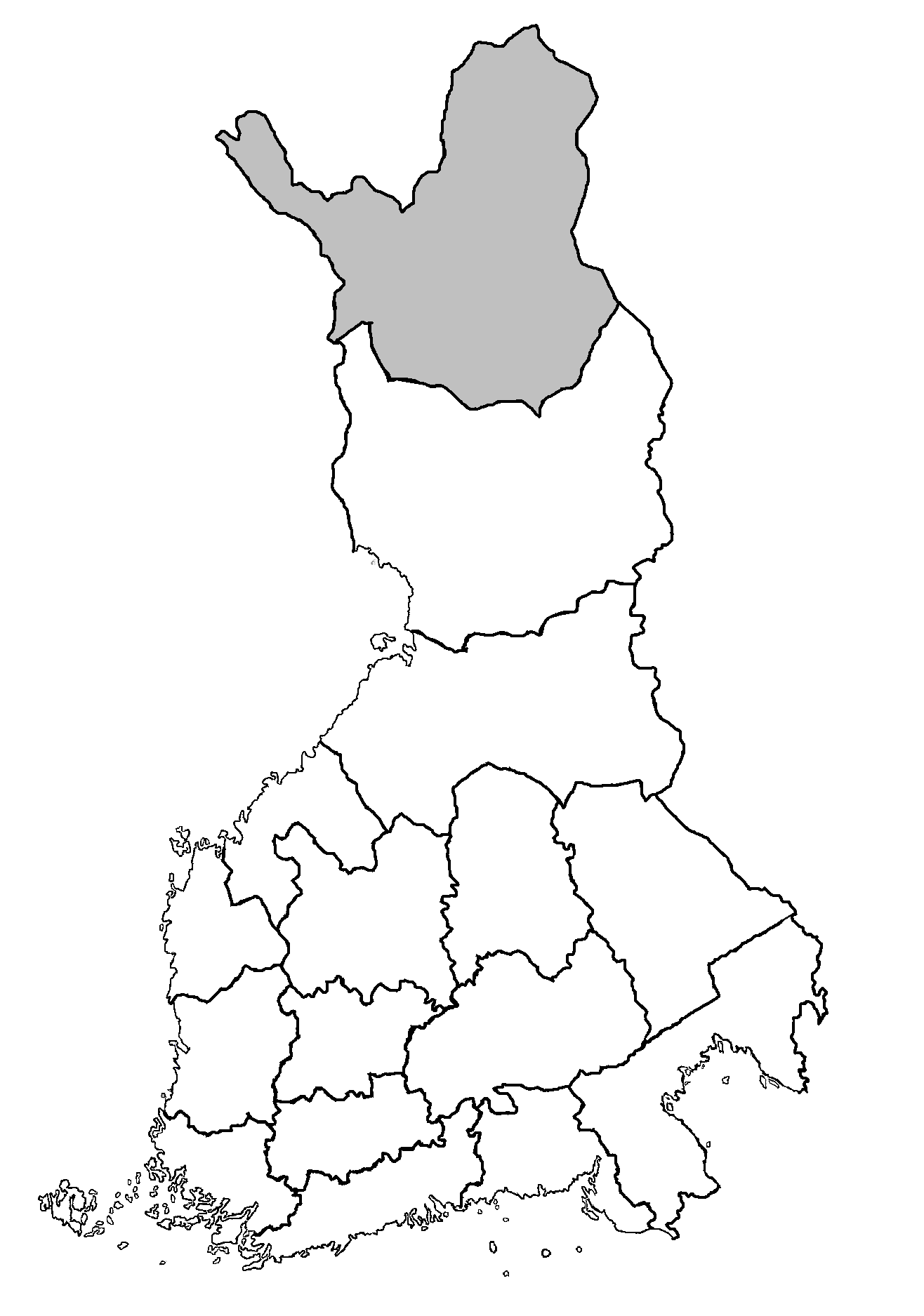
Wahlkreis Lappland 1907–17

Seit der Wahl 2015 entsendet Lappland 4 Abgeordnete der Zentrumspartei (KESK) ins Parlament, und zwar seit der Wahl 2011 Markus Lohi und Eeva-Maria Maijala, seit der Wahl 2015 Katri Kulmuni. Mikko Kärnä rückte 2015 für Paavo Väyrynen nach, der sich, da er kein Ministeramt erhalten hatte, dafür entschieden hatte, im Europaparlament zu bleiben. Das Linksbündnis (VAS) wird schon seit 2003 durch Markus Mustajärvi vertreten, die Sozialdemokratische Partei (SDP) seit 2007 durch Johanna Ojala-Niemelä. Hanna Mäntylä, die seit 2011 Abgeordnete für die (Wahren) Finnen (PS) gewesen war, bildete im Juni 2017 mit anderen Mitgliedern der PS die Fraktion Neue Alternative, die sich im November 2017 unter dem Namen Blaue Zukunft (ST) auch als Partei konstituierte. Ende Juni 2017 trat Mäntylä zurück, um für den Europarat zu arbeiten. Ihr Nachfolger ist Matti Torvinen, der sich ebenfalls der ST anschloss. Die Nationale Sammlungspartei (KOK), die bei den Wahlen seit dem Zweiten Weltkrieg fast immer einen Abgeordneten aus Lappland entsenden konnte, ging bei der Wahl 2015 leer aus.

## Wahlen

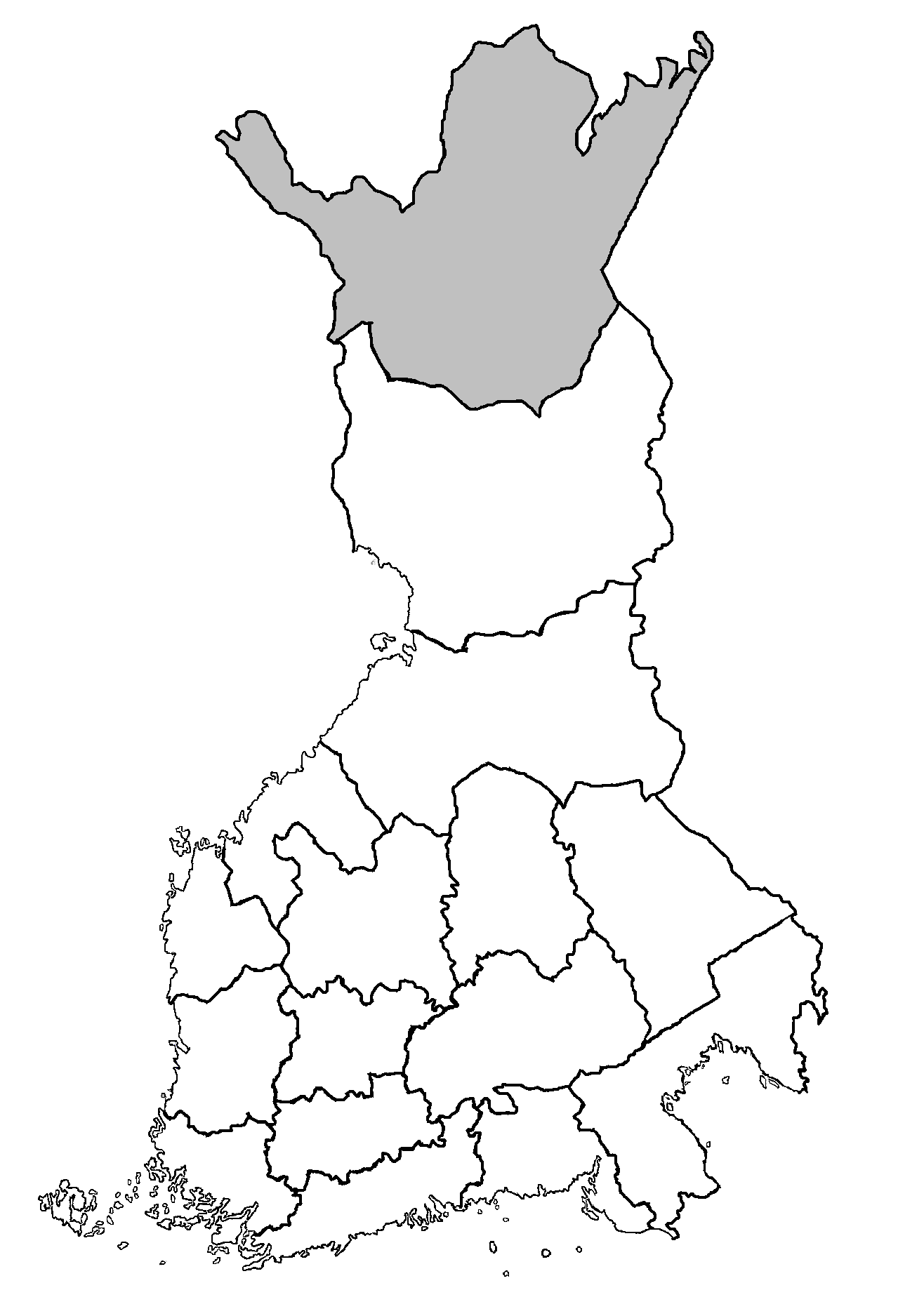
Wahlkreis Lappland 1917–38

### 1907 bis 1938
Bei den ersten Wahlen wurden 1907/08 und 1913 Yrjö Halonen von der Finnischen Partei und 1909/10/11 sowie 1916 Aleksanteri Fränti von der Jungfinnischen Partei abwechselnd gewählt. 1917 war der Sozialdemokrat Ville Kiviniemi bei der letzten Wahl unter russischer Hoheit erfolgreich. Der erste Abgeordnete Lapplands im unabhängigen Finnland war wieder Fränti, der für die Nationale Fortschrittspartei antrat. Sein Nachfolger, ebenfalls von der Fortschrittspartei, war 1922 Arthur Aspelin. 1924 und 1927 wurde Aukusti Neitiniemi von der Nationalen Sammlungspartei zweimal gewählt. Bei den Wahlen von 1929 bis 1936 waren Kandidaten des Landbundes erfolgreich, und zwar Matti Hannula und Lauri Kaijalainen.
| Partei    | Sitzverteilung bei Wahlen von 1907 bis 1936 | Sitzverteilung bei Wahlen von 1907 bis 1936 | Sitzverteilung bei Wahlen von 1907 bis 1936 | Sitzverteilung bei Wahlen von 1907 bis 1936 | Sitzverteilung bei Wahlen von 1907 bis 1936 | Sitzverteilung bei Wahlen von 1907 bis 1936 | Sitzverteilung bei Wahlen von 1907 bis 1936 | Sitzverteilung bei Wahlen von 1907 bis 1936 | Sitzverteilung bei Wahlen von 1907 bis 1936 | Sitzverteilung bei Wahlen von 1907 bis 1936 | Sitzverteilung bei Wahlen von 1907 bis 1936 | Sitzverteilung bei Wahlen von 1907 bis 1936 | Sitzverteilung bei Wahlen von 1907 bis 1936 | Sitzverteilung bei Wahlen von 1907 bis 1936 | Sitzverteilung bei Wahlen von 1907 bis 1936 | Sitzverteilung bei Wahlen von 1907 bis 1936 |
| --------- | ------------------------------------------- | ------------------------------------------- | ------------------------------------------- | ------------------------------------------- | ------------------------------------------- | ------------------------------------------- | ------------------------------------------- | ------------------------------------------- | ------------------------------------------- | ------------------------------------------- | ------------------------------------------- | ------------------------------------------- | ------------------------------------------- | ------------------------------------------- | ------------------------------------------- | ------------------------------------------- |
| Partei    | 1907                                        | 1908                                        | 1909                                        | 1910                                        | 1911                                        | 1913                                        | 1916                                        | 1917                                        | 1919                                        | 1922                                        | 1924                                        | 1927                                        | 1929                                        | 1930                                        | 1933                                        | 1936                                        |
| SP        | 1                                           | 1                                           | –                                           | –                                           | –                                           | 1                                           | –                                           | –                                           | –                                           | –                                           | –                                           | –                                           | –                                           | –                                           | –                                           | –                                           |
| NSP       | –                                           | –                                           | 1                                           | 1                                           | 1                                           | –                                           | 1                                           | –                                           | –                                           | –                                           | –                                           | –                                           | –                                           | –                                           | –                                           | –                                           |
| SDP       | –                                           | –                                           | –                                           | –                                           | –                                           | –                                           | –                                           | 1                                           | –                                           | –                                           | –                                           | –                                           | –                                           | –                                           | –                                           | –                                           |
| ED        | –                                           | –                                           | –                                           | –                                           | –                                           | –                                           | –                                           | –                                           | 1                                           | 1                                           | –                                           | –                                           | –                                           | –                                           | –                                           | –                                           |
| KOK       | –                                           | –                                           | –                                           | –                                           | –                                           | –                                           | –                                           | –                                           | –                                           | –                                           | 1                                           | 1                                           | –                                           | –                                           | –                                           | –                                           |
| ML        | –                                           | –                                           | –                                           | –                                           | –                                           | –                                           | –                                           | –                                           | –                                           | –                                           | –                                           | –                                           | 1                                           | 1                                           | 1                                           | 1                                           |
| insgesamt | 1                                           | 1                                           | 1                                           | 1                                           | 1                                           | 1                                           | 1                                           | 1                                           | 1                                           | 1                                           | 1                                           | 1                                           | 1                                           | 1                                           | 1                                           | 1                                           |

### 1939 bis 1979
1939 war die erste Wahl im vergrößerten Lappland, bei der mehrere Abgeordnete gewählt wurden. Lauri Kaijalainen von Landbund (ML) wurde wiedergewählt, außerdem entsandte der Landbund aus Lappland Uuno Hannula, Antti Junes, Janne Koivuranta und Matti Lahtela nach Helsinki, die SDP war mit Olli Kekäläinen und Martti Peltonen erfolgreich. Wegen der Kriege (Winterkrieg, Fortsetzungskrieg und Lapplandkrieg) blieb das Parlament bis 1945 im Amt. Toivo Salakivi rückte Anfang 1945 für Hannula nach.
Die bei der Wahl 1945 erstmals zugelassenen Kommunisten waren auch in Lappland erfolgreich. Mit Eino Tainio und Reino Uusisalmi stellten sie zwei Abgeordnete. Da letzterer nach wenigen Monaten starb, rückte Elsa Karppinen für ihn nach. Beide SDP-Abgeordnete verloren ihre Sitze, an ihrer Stelle wurde Heikki Pesonen gewählt. Erstmals seit 1927 erhielt die Nationale Sammlungspartei (KOK) wieder einen Sitz, diesen nahm Erkki Koivisto ein. Kaijalainen und Lahtela vom Landbund (ML) wurden wiedergewählt, Koivuranta und Salakivi verloren ihre Sitze, dafür wurden Martti Miettunen, der spätere Ministerpräsident, und Markus Niskala neu in das Parlament gewählt.
Die Wahl 1948 ergab bei den lappländischen Abgeordneten keine Verschiebung bei den Parteien. Bei der SKDL löste Toivo Friman Karppinen abm bei der SDP kam Vilho Väyrynen für Pesonen. Beim Landbund wurde Kaijalainen von Koivuranta abgelöst.
Bei der Wahl 1951 konnte sich die SKDL auf Kosten der ML verbessern. Anna-Liisa Korpinen kam neu ins Parlament, Koivuranta verlor seinen Sitz. Bei der Wahl 1954, Lappland stand inzwischen ein neunter Sitz zu, zog Jussi Pöykkö neu für den ML ins Parlament. Bei der Wahl 1958 konnte sich die SKDL erneut auf Kosten des ML um einen Sitz verbessern, Eemeli Lakkala zog neu ins Parlament. Beim ML beendeten Matti Lahtela, Martti Miettunen und Jussi Pöykkö ihre Zeit im Parlament, dafür kamen Olavi Lahtela und Akseli Paarman nach.
1962 konnte der ML seinen Verlust von 1958 wieder gutmachen, Eino Sääskilahti kam neu ins Parlament. Die SKDL verlor einen Sitz. Vilho Suosalo wurde neu gewählt, Lakkala und Friman schieden aus. Die SDP verlor ihren einen Sitz, den Vilho Väyrynen seit 1948 gehalten hatte. Neu ins Parlament kam für zwei Legislaturperioden Tuure Salo von der Volkspartei Finnlands (KP), die sich 1965 mit dem Liberalen Bund zur Liberalen Volkspartei (LKP) zusammenschloss.
1966 durfte Lappland für eine Legislaturperiode 10 Abgeordnete entsenden. Dies konnten SDP und SKDL nutzen. Die SDP hatte mit Urho Knuuti wieder einen lappländischen Vertreter, Pekka Salla kam für die SKDL neu ins Parlament. Friman gelang der Wiedereinzug, Suosalo verlor seinen Sitz. Die KOK verlor ihren Sitz und damit musste Erkki Koivisto nach 21 Jahren das Parlament verlassen. Für die Zentrumspartei (KESK), wie der Landbund seit 1965 hieß, kam Veikko Hanhirova neu ins Parlament.
Zur Wahl 1970 verlor Lappland einen seiner Sitze. Mit Artturi Niemelä gelang der Finnischen Bauernpartei (SMP) der Einzug ins Parlament. Die KOK hatte mit Jouni Mykkänen wieder einen Vertreter in Helsinki. Im Ausgleich verloren die Liberalen ihren Sitz, die KESK musste auf Sääskilahti und Paarman verzichten, der 1966 zwar nicht gewählt worden war, 1969 aber für Lahtela nachgerückt war. Der 23-jährige Paavo Väyrynen, späterer Außenminister, Europaabgeordneter und mehrfacher Präsidentschaftskandidat, wurde erstmals ins Parlament gewählt. Bei der SKDL endete die Karriere von Toivo Friman und nach 25 Jahren im Parlament die von Eino Tainio. Niilo Koskenniemi zog neu ins Parlament ein.
Die vorgezogene Wahl 1972 brachte in Lappland keine großen Veränderungen. Bei der SDP wurde Urho Knuuti durch Aimo Ajo ersetzt, bei der KESK löste Mikko Jokela Veikko Hanhirova ab, der allerdings 1975 wiedergewählt wurde, womit die KESK wieder vier der neun Abgeordneten aus Lappland stellte. Bei der SKDL war schon 1974 Mikko Ekorre Nachfolger von Anna-Liisa Korpinen geworden. Bei der KOK rückte kurz vor der Wahl Lauri Impiö für Jouni Mykkänen nach. Neu gewählt wurde Esko-Juhani Tennilä für die SKDL.
1979 verlor Lappland einen weiteren Sitz und stellte somit nur noch acht Abgeordnete. Diesen Sitz verlor die KESK, für Pekka Vilmi und Veikko Hanhirova kam Hannele Pokka neu ins Parlament. Aimo Ajo (SDP), Lauri Impiö (KOK), Niilo Koskenniemi, Mikko Ekorre und Esko-Juhani Tennilä (SKDL) sowie Paavo Väyrynen und Mikko Jokela (KESK) wurden wiedergewählt.
| Partei    | Sitzverteilung bei Wahlen von 1939 bis 1979 | Sitzverteilung bei Wahlen von 1939 bis 1979 | Sitzverteilung bei Wahlen von 1939 bis 1979 | Sitzverteilung bei Wahlen von 1939 bis 1979 | Sitzverteilung bei Wahlen von 1939 bis 1979 | Sitzverteilung bei Wahlen von 1939 bis 1979 | Sitzverteilung bei Wahlen von 1939 bis 1979 | Sitzverteilung bei Wahlen von 1939 bis 1979 | Sitzverteilung bei Wahlen von 1939 bis 1979 | Sitzverteilung bei Wahlen von 1939 bis 1979 | Sitzverteilung bei Wahlen von 1939 bis 1979 | Sitzverteilung bei Wahlen von 1939 bis 1979 |
| --------- | ------------------------------------------- | ------------------------------------------- | ------------------------------------------- | ------------------------------------------- | ------------------------------------------- | ------------------------------------------- | ------------------------------------------- | ------------------------------------------- | ------------------------------------------- | ------------------------------------------- | ------------------------------------------- | ------------------------------------------- |
| Partei    | 1939                                        | 1945                                        | 1948                                        | 1951                                        | 1954                                        | 1958                                        | 1962                                        | 1966                                        | 1970                                        | 1972                                        | 1975                                        | 1979                                        |
| ML/KESK   | 5                                           | 4                                           | 4                                           | 3                                           | 4                                           | 3                                           | 4                                           | 4                                           | 3                                           | 3                                           | 4                                           | 3                                           |
| SKDL      | –                                           | 2                                           | 2                                           | 3                                           | 3                                           | 4                                           | 3                                           | 4                                           | 3                                           | 3                                           | 3                                           | 3                                           |
| SDP       | 2                                           | 1                                           | 1                                           | 1                                           | 1                                           | 1                                           | –                                           | 1                                           | 1                                           | 1                                           | 1                                           | 1                                           |
| KOK       | –                                           | 1                                           | 1                                           | 1                                           | 1                                           | 1                                           | 1                                           | –                                           | 1                                           | 1                                           | 1                                           | 1                                           |
| SMP       | –                                           | –                                           | –                                           | –                                           | –                                           | –                                           | –                                           | –                                           | 1                                           | 1                                           | –                                           | –                                           |
| andere    | –                                           | –                                           | –                                           | –                                           | –                                           | –                                           | 1                                           | 1                                           | –                                           | –                                           | –                                           | –                                           |
| insgesamt | 7                                           | 8                                           | 8                                           | 8                                           | 9                                           | 9                                           | 9                                           | 10                                          | 9                                           | 9                                           | 9                                           | 8                                           |

### Seit 1983
Bei der Parlamentswahl 1983 trat Esko-Juhani Tennilä nicht mehr für die SKDL an, konnte seinen Sitz aber als Unabhängiger verteidigen und schloss sich im Parlament der Fraktion der SKDL an. Mikko Ekorre wurde nicht wiedergewählt, da die SKDL nur noch einen Sitz erringen konnte, den Niilo Koskenniemi verteidigte. Für die SDP wurde Aimo Ajo, für die KOK Lauri Impiö wiedergewählt. Bei der KESK wurden Paavo Väyrynen und Hannele Pokka wiedergewählt, Mikko Jokela wurde durch Seppo Pelttari ersetzt.
1987 kandidierte Esko-Juhani Tennilä für die neu gegründete Demokratische Alternative (DV) und wurde gewählt. Die Verteilung der anderen Sitze auf die Parteien änderte sich nicht, jedoch wurde Niilo Koskenniemi von der SKDL durch Asko Apukka abgelöst, bei der KOK folgte Keijo Jääskeläinen auf Lauri Impiö, für die KESK wurde Kimmo Sarapää gewählt und löste Mikko Jokela ab.
1990 hatten sich die SKDL, DV und andere Gruppierungen zum Linksbündnis (VAS) zusammengeschlossen. 1991 ließen sich Esko-Juhani Tennilä und Asko Apukka für die VAS wiederwählen. Bei der SDP löste Maija Rask nach 19 Jahren Aimo Ajo ab. Die KOK verlor ihren Sitz, den Keijo Jääskeläinen innegehabt hatte. Die KESK konnte sich auf fünf Sitze verbessern. Seppo Pelttari wurde wiedergewählt. Hannele Pokka wurde ebenfalls wiedergewählt, verzichtete aber 1994 auf den Parlamentssitz, um Gouverneurin der Provinz Lappland zu werden. Paavo Väyrynen hatte sich entschieden, im Wahlkreis Uusima anzutreten, wo er auch gewählt wurde. Neu ins Parlament für die KESK kamen Maria Kaisa Aula, Timo E. Korva und Lasse Näsi. Ossi Korteniemi rückte 1994 für Hannele Pokka nach.
Die Wahl 1995 kostete die KESK wieder einen Sitz. Wiedergewählt wurden nur Korteniemi und Aula, Hannes Manninen und der spätere Europaparlamentarier Hannu Takkula zogen neu in den Reichstag. Die kok konnte mit Osmo Kurola wieder einen Vertreter aus Lappland nach Helsinki schicken. Die Abgeordneten von SDP und VAS wurden wiedergewählt. Asko Apukka trat jedoch 1998 zurück, sein Nachfolger wurde Matti Huutola.
Die Wahl 1999 änderte nichts an der Verteilung der lappländischen Sitze auf die Parteien. Als einzige personelle Veränderung löste Jari Vilén Osmo Kurola ab als Vertreter der KOK.
Obwohl die KESK finnlandweit Gewinner der Wahl von 2003 war, verlor sie in Lappland einen Sitz, da dem Wahlkreis aufgrund der Bevölkerungsentwicklung nur noch sieben Sitze zustanden. Maria Kaisa Aula und Timo E. Korva, der 2001 für den erkrankten Ossi Korteniemi nachgerückt war, wurden nicht wiedergewählt. Dafür kam Simo Rundgren neu ins Parlament. Bei der VAS wurde Matti Huutola durch Markus Mustajärvi abgelöst, 2017 der dienstälteste finnische Abgeordnete aus Lappland. 2004 rückte bei der KESK Tatja Karvonen für Hannu Takkula nach, der ins Europaparlament wechselte.
Die Wahl 2007 ergab in Lappland wieder keine Änderungen bei den Parteien, aber Ulla Karvo löste Jari Vilén als Vertreter der KOK ab, Paavo Väyrynen, der wieder in Lappland kandidierte, und Janne Seurujärvi zogen anstelle von Tatja Karvonen und Simo Rundgren für die KESK in den Reichstag, und Johanna Ojala-Niemelä wurde an Stelle von Maija Rask neue Vertreterin der SDP.
Der überwältigende Wahlerfolg der ’’Perussuomalaiset’’ (PS, Wahre Finnen oder Basisfinnen, seit 2012 Die Finnen) bei der Wahl 2011 verhalf Hanna Mäntylä zu ihrem ersten Mandat. Dies ging in Lappland zulasten des Linksbündnisses, deren Zugpferd Esko-Juhani Tennilä nach 36 Jahren im Parlament nicht wieder kandidiert hatte und dessen Sitz dadurch verlorenging. Bei der KOK wurde Ulla Karvo durch Heikki Autto abgelöst, bei der KESK wurden Paavo Väyrynen, Hannes Manninen und Janne Seurujärvi durch Simo Rundgren, Markus Loh und Eeva-Maria Maijala ersetzt.
Obwohl die Niederlage 2011 die KESK keinen ihrer lappländischen Sitze gekostet hatte, konnte sie von der teilweisen Erholung bei der Wahl 2015 einen Sitz hinzugewinnen. Katri Kulmuni wurde neu ins Parlament gewählt, für Paavo Väyrynen, der seinen Sitz nach einigen Tagen aufgab, rückte Mikko Kärnä nach. Heikki Autto (KOK) verlor seinen Sitz. 2017 rückte Matti Torvinen für Hanna Mäntylä nach. Beide waren kurz zuvor von der PS zur Blauen Zukunft gewechselt.
| Partei    | Sitzverteilung bei Wahlen seit 1983 | Sitzverteilung bei Wahlen seit 1983 | Sitzverteilung bei Wahlen seit 1983 | Sitzverteilung bei Wahlen seit 1983 | Sitzverteilung bei Wahlen seit 1983 | Sitzverteilung bei Wahlen seit 1983 | Sitzverteilung bei Wahlen seit 1983 | Sitzverteilung bei Wahlen seit 1983 | Sitzverteilung bei Wahlen seit 1983 |
| --------- | ----------------------------------- | ----------------------------------- | ----------------------------------- | ----------------------------------- | ----------------------------------- | ----------------------------------- | ----------------------------------- | ----------------------------------- | ----------------------------------- |
| Partei    | 1983                                | 1987                                | 1991                                | 1995                                | 1999                                | 2003                                | 2007                                | 2011                                | 2015                                |
| KESK      | 4                                   | 4                                   | 5                                   | 4                                   | 4                                   | 3                                   | 3                                   | 3                                   | 4                                   |
| SKDL/VAS  | 1                                   | 1                                   | 2                                   | 2                                   | 2                                   | 2                                   | 2                                   | 1                                   | 1                                   |
| SDP       | 1                                   | 1                                   | 1                                   | 1                                   | 1                                   | 1                                   | 1                                   | 1                                   | 1                                   |
| KOK       | 1                                   | 1                                   | –                                   | 1                                   | 1                                   | 1                                   | 1                                   | 1                                   | –                                   |
| PS        | –                                   | –                                   | –                                   | –                                   | –                                   | –                                   | –                                   | 1                                   | 1                                   |
| andere    | 1                                   | 1                                   | –                                   | –                                   | –                                   | –                                   | –                                   | –                                   | –                                   |
| insgesamt | 8                                   | 8                                   | 8                                   | 8                                   | 8                                   | 7                                   | 7                                   | 7                                   | 7                                   |

## Liste der in Lappland gewählten Abgeordneten
Von den für Lappland gewählten Abgeordneten schieden folgende vorzeitig aus dem Amt: Uuno Hannula wechselte 1944 in die lappländische Provinzregierung. Reino Uusisalmi starb 1945 nur wenige Monate nach der Wahl. Markus Niskala starb 1963 während der Legislaturperiode. Olavi Lahtela starb 1968, nachdem er bei einer Anhörung im Parlament zusammengebrochen war. Anna-Liisa Korpinen wechselte 1974 in das Management des Stahlkonzerns Rautaruukki, wo sie für Arbeitssicherheit zuständig war. Jouni Mykkänen wechselte Ende 1974 zu Yleisradio, dem öffentlich-Rechtlichen Rundfunk Finnlands. Hannele Pokka wurde 1994 als erste Frau Gouverneurin der Provinz Lappland. 1998 wurde Asko Apukka Direktor des Sozialversicherungsamtes der finnischen Sozialversicherungsanstalt Kansaneläkelaitos. Ossi Korteniemi trat 2001 zurück, da er schwer erkrankt war, woran er 2002 starb. Hannu Takkula wurde 2004 Mitglied des Europäischen Parlaments. Hanna Mäntylä verließ 2017 das Parlament, um für den Europarat zu arbeiten.
Aleksanteri Fränti war von 1933 bis 1936 für den Wahlkreis Südoulu erneut im Parlament. Paavo Väyrynen war 1991–95 sowie wenige Tage 1999 für den Wahlkreis Uusimaa im Parlament.
Die Parteikürzel richten sich nach den finnischen Namen der Parteien, diese werden oben aufgezählt.
| Name                  | Partei | von  | bis  | Anmerkung                                                          |
| --------------------- | ------ | ---- | ---- | ------------------------------------------------------------------ |
| Aimo Ajo              | SDP    | 1972 | 1991 |                                                                    |
| Asko Apukka           | VAS    | 1987 | 1998 | bis 1990 SKDL, Nachrücker Matti Huutola                            |
| Arthur Aspelin        | ED     | 1922 | 1924 |                                                                    |
| Maria Kaisa Aula      | KESK   | 1991 | 2003 |                                                                    |
| Heikki Autto          | KOK    | 2011 | 2015 |                                                                    |
| Mikko Ekorre          | SKDL   | 1974 | 1983 | Nachrücker für Anna-Liisa Korpinen                                 |
| Aleksanteri Fränti    | NSP    | 1909 | 1922 | 1909–1914, 1917 und 1919–1922, ab 1919 ED                          |
| Toivo Friman          | SKDL   | 1948 | 1970 | 1948–1962 und 1966–1970                                            |
| Yrjö Halonen          | SP     | 1908 | 1917 | 1908–1909 und 1914–1917                                            |
| Veikko Hanhirova      | KESK   | 1966 | 1979 | 1966–1972 und 1975–1979                                            |
| Matti Hannula         | ML     | 1929 | 1930 |                                                                    |
| Uuno Hannula          | ML     | 1939 | 1944 | Nachrücker Toivo Salakivi                                          |
| Matti Huutola         | VAS    | 1998 | 2003 | Nachrücker für Asko Apukka                                         |
| Lauri Impiö           | KOK    | 1975 | 1987 | Nachrücker für Jouni Mykkänen                                      |
| Mikko Jokela          | KESK   | 1972 | 1987 |                                                                    |
| Antti Junes           | ML     | 1939 | 1945 |                                                                    |
| Keijo Jääskeläinen    | KOK    | 1987 | 1991 |                                                                    |
| Lauri Kaijalainen     | ML     | 1930 | 1948 |                                                                    |
| Mikko Kärnä           | KESK   | 2015 |      | Nachrücker für Paavo Väyrynen                                      |
| Elsa Karppinen        | SKDL   | 1945 | 1948 | Nachrückerin für Reino Uusisalmi                                   |
| Ulla Karvo            | KOK    | 2007 | 2011 |                                                                    |
| Tatja Karvonen        | KESK   | 2004 | 2007 | Nachrückerin für Hannu Takkula                                     |
| Olli Kekäläinen       | SDP    | 1939 | 1945 |                                                                    |
| Ville Kiviniemi       | SDP    | 1917 | 1918 |                                                                    |
| Urho Knuuti           | SDP    | 1966 | 1972 |                                                                    |
| Erkki Koivisto        | KOK    | 1945 | 1966 |                                                                    |
| Janne Koivuranta      | ML     | 1939 | 1951 | 1939–1945 und 1948–1951                                            |
| Anna-Liisa Korpinen   | SKDL   | 1951 | 1974 | Nachrücker Mikko Ekorre                                            |
| Ossi Korteniemi       | KESK   | 1994 | 2001 | Nachrücker für Hannele Pokka, Nachrücker Timo E. Korva             |
| Timo E. Korva         | KESK   | 1991 | 2003 | 1991–1995 und 2001–2003, Nachrücker für Ossi Korteniemi            |
| Niilo Koskenniemi     | SKDL   | 1970 | 1987 |                                                                    |
| Katri Kulmuni         | KESK   | 2015 |      |                                                                    |
| Osmo Kurola           | KOK    | 1995 | 1999 |                                                                    |
| Matti Lahtela         | ML     | 1939 | 1958 |                                                                    |
| Olavi Lahtela         | KESK   | 1958 | 1968 | bis 1965 ML, Nachrücker Akseli Paarman                             |
| Eemeli Lakkala        | SKDL   | 1958 | 1962 |                                                                    |
| Markus Lohi           | KESK   | 2011 |      |                                                                    |
| Eeva-Maria Maijala    | KESK   | 2011 |      |                                                                    |
| Hannes Manninen       | KESK   | 1995 | 2011 |                                                                    |
| Hanna Mäntylä         | PS     | 2011 | 2017 | ab 2017 ST, Nachrücker Matti Torvinen                              |
| Martti Miettunen      | ML     | 1945 | 1958 |                                                                    |
| Markus Mustajärvi     | VAS    | 2003 |      |                                                                    |
| Jouni Mykkänen        | KOK    | 1970 | 1974 | Nachrücker Lauri Impiö                                             |
| Lasse Näsi            | KESK   | 1991 | 1995 |                                                                    |
| Aukusti Neitiniemi    | KOK    | 1924 | 1929 |                                                                    |
| Artturi Niemelä       | SMP    | 1970 | 1975 | ab 1975 SKYP                                                       |
| Markus Niskala        | ML     | 1945 | 1963 | Nachrücker Pekka Vilmi                                             |
| Johanna Ojala-Niemelä | SDP    | 2007 |      |                                                                    |
| Akseli Paarman        | KESK   | 1958 | 1970 | 1958–1966 und 1969–1970, bis 1965 ML, Nachrücker für Olavi Lahtela |
| Martti Peltonen       | SDP    | 1939 | 1945 |                                                                    |
| Seppo Pelttari        | KESK   | 1983 | 1995 |                                                                    |
| Heikki Pesonen        | SDP    | 1945 | 1948 |                                                                    |
| Hannele Pokka         | KESK   | 1979 | 1994 | Nachrücker Ossi Korteniemi                                         |
| Jussi Pöykkö          | ML     | 1954 | 1958 |                                                                    |
| Maija Rask            | SDP    | 1991 | 2007 |                                                                    |
| Simo Rundgren         | KESK   | 2003 | 2015 | 2003–2007 und 2011–2015                                            |
| Eino Sääskilahti      | KESK   | 1962 | 1970 | bis 1965 ML                                                        |
| Toivo Salakivi        | ML     | 1945 | 1945 |                                                                    |
| Pekka Salla           | SKDL   | 1966 | 1975 |                                                                    |
| Tuure Salo            | LKP    | 1962 | 1970 | bis 1965 KP                                                        |
| Kimmo Sarapää         | KESK   | 1987 | 1991 |                                                                    |
| Janne Seurujärvi      | KESK   | 2007 | 2011 |                                                                    |
| Vilho Suosalo         | SKDL   | 1962 | 1966 |                                                                    |
| Eino Tainio           | SKDL   | 1945 | 1970 |                                                                    |
| Hannu Takkula         | KESK   | 1995 | 2004 | Nachrückerin Tatja Karvonen                                        |
| Esko-Juhani Tennilä   | VAS    | 1975 | 2011 | bis 1983 SKDL, 1983 Unabhängiger, 1987 DV                          |
| Matti Torvinen        | ST     | 2017 |      | Nachrücker für Hanna Mäntylä                                       |
| Reino Uusisalmi       | SKDL   | 1945 | 1945 | Nachrückerin Elsa Karppinen                                        |
| Paavo Väyrynen        | KESK   | 1970 | 2015 | 1970–1991, 2007–2011 und 2015, Nachrücker Mikko Kärnä              |
| Vilho Väyrynen        | SDP    | 1948 | 1962 |                                                                    |
| Jari Vilén            | KOK    | 1999 | 2007 |                                                                    |
| Pekka Vilmi           | KESK   | 1963 | 1979 | Nachrücker für Markus Niskala, bis 1965 ML                         |